# ناتاليا كوتسينا
ناتاليا كوتسينا (بالروسية: Наталья Костина)‏ مواليد 7 سبتمبر 1991 في غرودنو، هي لاعبة كرة يد بيلاروسية تلعب كجناح أيسر. مثلت منتخب بيلاروسيا لكرة اليد للسيدات.